# Nigel Lonwijk
Nigel Cello Lonwijk (Goirle, 27 oktober 2002) is een Nederlands voetballer van Surinaamse afkomst die doorgaans als verdediger speelt. Hij stroomde in 2021 door vanuit de jeugd van Wolverhampton Wanderers. Hij is de jongere broer van Justin Lonwijk.

## Carrière
Nigel Lonwijk speelde in de jeugd van SV Reeshof, PSV en het Engelse Wolverhampton Wanderers, waar hij een contract tot medio 2023 tekende. In de tweede seizoenshelft van het seizoen 2020/21 zat hij enkele wedstrijden op de bank bij het eerste elftal van Wolverhampton, maar debuteerde hij nog niet. In het seizoen 2021/22 werd hij verhuurd aan Fortuna Sittard. Hij maakte op 12 september 2021 zijn debuut in het betaald voetbal, in een met 3-1 verloren uitwedstrijd tegen Sparta Rotterdam. Hij viel in deze wedstrijd in de 71e minuut in voor Mickaël Tirpan. Op 11 december 2021, in een met 0-1 gewonnen uitwedstrijd tegen PEC Zwolle, maakte hij het winnende doelpunt: zijn eerste doelpunt in het betaald voetbal. Lonwijk speelde dat jaar 22 wedstrijden voor Fortuna, vooral als invaller. Wolverhampton verhuurde hem gedurende seizoen 2022/23 vervolgens aan Plymouth Argyle. Daarvoor speelde hij 35 wedstrijden in de League One, hoofdzakelijk als basisspeler. Zijn ploeggenoten en hij werden met 101 punten in 46 wedstrijden kampioen. Wolverhampton verhuurde Lonwijk in juli 2023 opnieuw, nu voor een jaar aan Grasshopper. Vervolgens volgden verhuurperiodes bij Wycombe Wanderers en Huddersfield Town.

### Clubstatistieken
| Seizoen                   | Club                    | Land           | Competitie     | Competitie | Competitie | Beker | Beker | Totaal | Totaal |
| Seizoen                   | Club                    | Land           | Competitie     | Wed.       | Dlp.       | Wed.  | Dlp.  | Wed.   | Dlp.   |
| ------------------------- | ----------------------- | -------------- | -------------- | ---------- | ---------- | ----- | ----- | ------ | ------ |
| 2020/21                   | Wolverhampton Wanderers | Engeland       | Premier League | 0          | 0          | 0     | 0     | 0      | 0      |
| 2021/22                   | → Fortuna Sittard       | Nederland      | Eredivisie     | 22         | 1          | 1     | 0     | 23     | 1      |
| 2022/23                   | → Plymouth Argyle       | Engeland       | League One     | 35         | 0          | 2     | 0     | 37     | 0      |
| 2023/24                   | → Grasshopper           | Zwitserland    | Super League   | 0          | 0          | 0     | 0     | 0      | 0      |
| Carrièretotaal            | Carrièretotaal          | Carrièretotaal | Carrièretotaal | 57         | 1          | 3     | 0     | 60     | 1      |
| Bijgewerkt op 4 juli 2023 |                         |                |                |            |            |       |       |        |        |

## Erelijst
| Kampioen League One | 1x | 2023 |